# 怒りの戦い
怒りの戦い（いかりのたたかい、英語：War of Wrath）はJ・R・R・トールキンのファンタジー小説『シルマリルの物語』における宝玉戦争の最終戦である。または大合戦（だいかっせん、英語：Great Battle）とも呼ばれ、西方の軍勢とモルゴスの軍勢との間で戦われた宝玉戦争の最終決戦である。
両軍の激突による壊滅的な被害で、ベレリアンドはほとんど破壊され、最後には国土の大半が海の下に沈んだ。『中つ国の歴史』によれば、この戦いは40年以上続いた（太陽の第一紀545年～587年）。

## 開戦までの経過
第一紀、太陽が登ってから500年以上経てモルゴスとその王国はベレリアンドの大半を支配するようになっていた。ドリアスもゴンドリンも滅び、自由の民の残存者はシリオンの河口とバラール島にいるだけになっていた。ゴンドリンの陥落を生き延びたトゥオルとイドリルの息子エアレンディルは西方の大陸、神々の住まう地アマンに、愛船ヴィンギロトで大航海を挑んだ。結果それは成功し、彼はアマンの地でヴァラールの神々にエルフと人間の窮状を説明し、救いを求めた。ヴァラールはエアレンディルの嘆願に心を動かされ、彼の願いは認められた。そこで西方の軍勢は戦いの準備を整え、マイアールのエオンウェを総大将とし、ヴァリノールにいたイングウェの民ヴァンヤールとフィナルフィンが率いるノルドールとともに船に乗り込んだ。一方テレリ族（ファルマリ）はまだ同族殺害を恨んでおり、船員を派遣して船を航行させたが、戦争には参加しなかった。

## 戦闘
太陽の第一紀545年、ヴァリノールの軍勢はベレリアンドに降り立った。ベレリアンドのエルフ達はこれに加わらなかったが、人間族のエダイン三王家はヴァリノールの軍に与した。しかし残りの人間族の大半はモルゴス側に立って戦った。モルゴスはその全兵力を動員して迎え撃った。その総数はアンファウグリスに収まらないほど膨大であり、山々は西方の軍勢の声で鳴り響き、戦争は北方全域で激化した。最終的にはモルゴス側に不利に傾き、オークもバルログも少数を残して皆殲滅された。戦争が末期に入るとモルゴスは最後の反撃として切り札を切った。有翼の竜たちを放ったのである。その中でも最強のものが黒竜アンカラゴンであった。この飛竜の大群は一時ヴァラールの軍勢を押し戻すほどの猛威をふるったが、そこにヴァルダによって浄められ空中を飛行できるようになったヴィンギロトに乗ったエアレンディルと、鳥の王ソロンドール率いる大鷲たちが現れ、一昼夜に及ぶ激戦の末、アンカラゴンがエアレンディルに討たれ、かの黒竜の落下でサンゴロドリムの塔が毀たれたことで勝敗が決した。アングバンドは徹底的に破壊され最深奥部に逃れていたモルゴスは捕らえられ、再びアンガイノールの鎖で縛られた。こうしてモルゴスの王国は滅んだ。

## 戦後
破壊されたアングバンドからは大量の奴隷たちが解放された。戦いのあまりの激しさにベレリアンドは壊滅的な打撃を受け、リンドンなどの一部を残して最終的には大海に没してしまった。
モルゴスは両脚を切断され、彼の鉄冠は首輪へ打ち直され、彼の首に嵌められた。そして虚空へと追放され、エアレンディルがその見張りの任に着いた。モルゴスの筆頭副官であるサウロンは一旦は投降したが、逃亡し身を隠した。
戦いに参加したエルフたちは速やかにアマンへと戻ったが、ベレリアンドのエルフの中には中つ国に愛着を持ち去ることを拒んだものたちも大勢いた。モルゴスを敵として戦った人間たちには褒美としてヌーメノールの島が与えられた。

## 余談
怒りの戦いは初期クウェンタ・シルマリリオンでのみ見られるもので後期には年表ぐらいでしか触れられていない。そのため色々と齟齬が見られる（例えばヴァラール軍の総大将の名前がエオンウェでなくフィオンウェになっていたり）。さらに、モルゴスの弱体化というアイディアは怒りの戦いが描かれた際にはまだなく、モルゴス自身が出陣するという案もあった。またファンダムでよく議論されるのが、ヴァラールたちはこの戦いに参加したのか否かということだが、この戦いを主導したのはヴァラールの子たち（sons of the Gods）でそのリーダーがマンウェの息子フィオンウェという設定であった。しかしヴァラールが子をなしたという設定は後期シルマリリオンで破棄されており、ヴァラールの子らはみなマイアールに変更されている（エオンウェ、イルマレなど）。そのことから鑑みるにヴァラールは参戦していないと見るのが適当であろう。